# Shanghai Circus World (metrostation)
Shanghai Circus World (上海马戏城) is een station van de metro van Shanghai, dat geopend werd op 28 december 2004. Het is onderdeel van het noordelijke deel van lijn 1.
Het station ligt nabij het gelijknamige indoorcircus. Dicht bij het station bevindt zich ook het centrale spoorwegstation van Shanghai en het Zhabeistadion.